# Берёзовка (приток Чаньвы)
Берёзовка — река в России, протекает в Александровском районе Пермского края. Устье реки находится в 18 км по правому берегу реки Чаньва. Длина реки составляет 15 км.
Исток реки на отрогах Среднего Урала в лесном массиве в 5 км к северо-западу от посёлка Чикман. Генеральное направление течения — юго-запад. Всё течение проходит по ненаселённой холмистой тайге, течение носит горный характер. Притоки — Большой Лог, Малый Лог (лв); Епифановский Лог, Родничный Лог (пр). Впадает в Чаньву у острова Ардашин в 6 км к северо-западу от посёлка Скопкортная. В трёх километрах от устья на левом берегу вход в обширную пещеру Тайн.

## Данные водного реестра
По данным государственного водного реестра России относится к Камскому бассейновому округу, водохозяйственный участок реки — Кама от города Березники до Камского гидроузла, без реки Косьва (от истока до Широковского гидроузла), Чусовая и Сылва, речной подбассейн реки — бассейны притоков Камы до впадения Белой. Речной бассейн реки — Кама.
По данным геоинформационной системы водохозяйственного районирования территории РФ, подготовленной Федеральным агентством водных ресурсов:
- Код водного объекта в государственном водном реестре — 10010100912111100007246
- Код по гидрологической изученности (ГИ) — 111100724
- Код бассейна — 10.01.01.009
- Номер тома по ГИ — 11
- Выпуск по ГИ — 1